# کتی فینسترا-ماترا
کتی فینسترا-ماترا (انگلیسی: Katie Feenstra-Mattera؛ زادهٔ ۱۷ نوامبر ۱۹۸۲) بازیکن بسکتبال اهل ایالات متحده آمریکا است.
از باشگاه‌هایی که در آن بازی کرده‌است می‌توان به آتلانتا دریم اشاره کرد.